# Laggard Island
Laggard Island (englisch für Nachzüglerinsel) ist eine felsige Insel im Palmer-Archipel vor westlich der Antarktischen Halbinsel. Vor der Südwestküste der Anvers-Insel liegt sie 3 km südöstlich des Bonaparte Point.
Der Falkland Islands Dependencies Survey nahm 1955 Vermessungen der Insel vor. Das UK Antarctic Place-Names Committee benannte sie 1957 nach ihrer geographischen Lage am östlichen Ende der Inseln in der Umgebung des Arthur Harbour.